# محوطه سید نازه
محوطه سید نازه مربوط به دوره اشکانیان - دوره ساسانیان است و در شهرستان گیلانغرب، بخش گواور، دهستان گواور، روستای متروکه سید نازه واقع شده و این اثر در تاریخ ۲۷ اسفند ۱۳۸۶ با شمارهٔ ثبت ۲۲۳۳۱ به‌عنوان یکی از آثار ملی ایران به ثبت رسیده است.